# Anfiteatro romano di Sutri

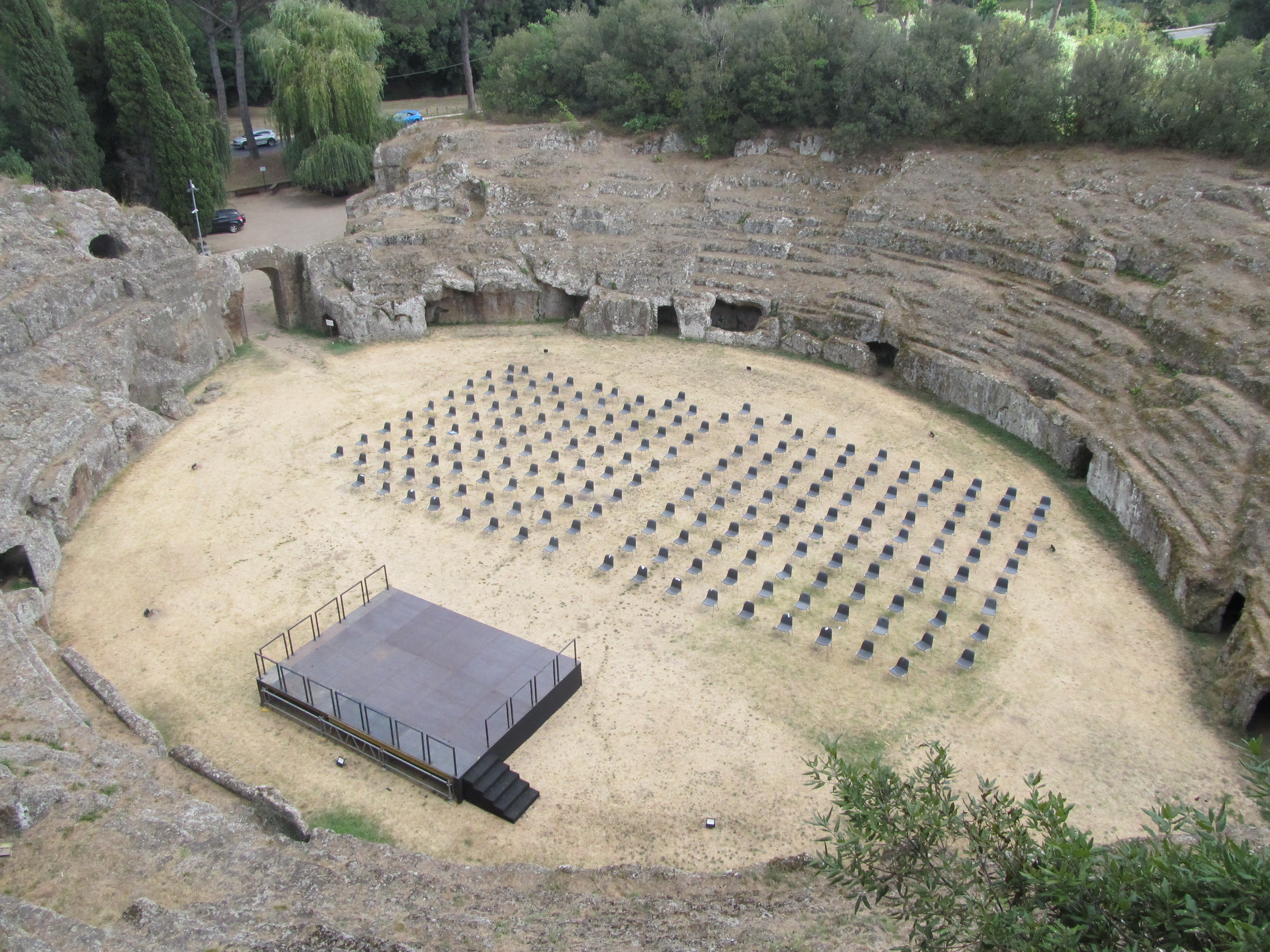
Il monumento visto dall'alto.

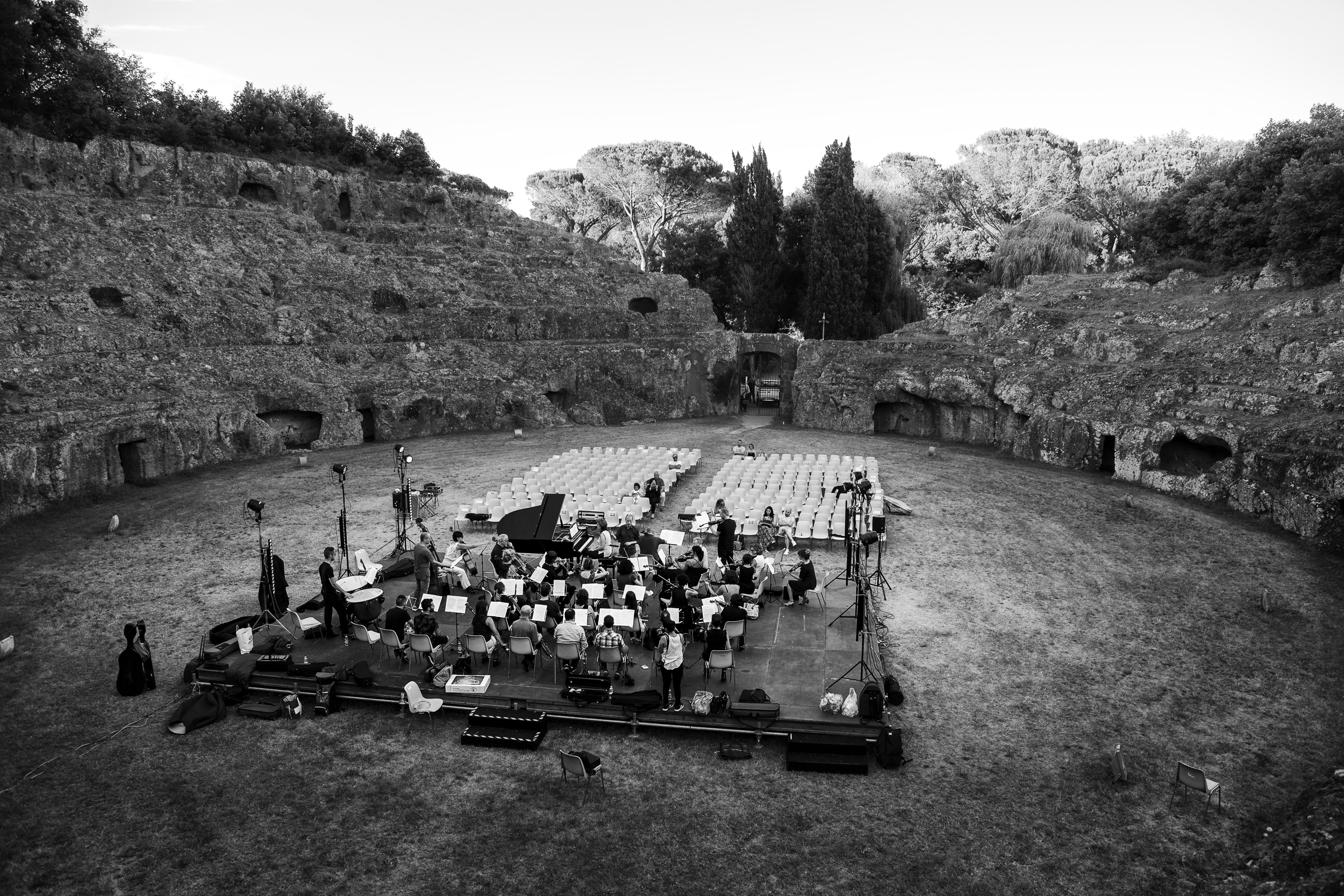
L'arena dell'anfiteatro durante le prove di uno spettacolo.

L'anfiteatro romano di Sutri è un monumento archeologico romano.
La struttura è costruita in tufo e risale ad un periodo compreso tra la fine del II secolo ed il I secolo, ed è stato riscoperto solamente nella prima metà dell'Ottocento, quando fu scavato tra il 1835 ed il 1838 dalla popolazione locale. Similmente all'Anfiteatro Flavio di Roma mostrava un coronamento finale con diverse strutture decorative (nicchie, statue, colonne) oggi parzialmente conservate. La pianta è di forma ellittica ed è composta da tre ordini di gradinate, potendo contenere al suo interno oltre 9000 persone.